# Петро Вільговський
Петро (Пітер) Вільговський (англ. Peter J. Wilhousky; 13 липня 1902, Пассейк, Нью-Джерсі, США — 4 січня 1978, Норволк) — популярний американський композитор, хоровий диригент, аранжувальник та педагог українського походження.

## Життєпис
Народився 13 липня 1902 в Пассейку, Нью-Джерсі у сім'ї Йосипа Вільговського й Юлії (Олени) Гнат, що походили з Пряшівщини. Батько походив з села Вишній Орлик, мати з села Удол.
Музичні таланти хлопця виховувались його батьками з дуже молодого віку, як вдома, так і в церковному хорі. Протягом п'яти років у дитинстві він був членом хорового колективу Руського кафедрального собору в Нью-Йорку. Він став сопрано-солістом та виступав у численних концертах та службах собору, виступав у Білому домі перед Президентом США Вудро Вільсоном.
Петро Вільговський також навчався грати на скрипці та фортепіано. Продовжував свою музичну освіту в Нью-Йорку та отримав ступінь бакалавра мистецтв у музичному навчальному закладі, що зараз відомий як Джульярдська школа. Працював вчителем музики в Нью-Ультрехтській середній школі в Брукліні, в той час він почав організувати студентів у хори, якими він керував протягом наступних двадцяти п'яти років. Його хор у складі 1500 студентів з великим успіхом виступив на Медісон-сквер-гарден у 1936 році для Національної асоціації вчителів музики. Його студентські хори щорічно виступали в Карнегі-холі та Лінкольн-центрі. Він також навчав хорових диригентів та музичних педагогів у музичній Джульярдській школі. Співпрацюючі з відомим диригентом Артуро Тосканіні, вони підготували хор з 600 співаків, щоб виконували «Гімн до народів» під керуванням Тосканіні на концерті в Медісон-сквер-гарден у 1944 році.
Деякий час працював аранжувальником симфонічного оркестру радіо «NBC».
У 1936 році Петро Вільговський створив англійську версію «Щедрика», нині всесвітньо відому Carol of the Bells, для симфонічного оркестру радіо NBC. Саме в цьому варіянті «Щедрик» отримав всесвітню славу.
Петро Вільговський помер від раку 4 січня 1978 року в штаті Коннектикут, у лікарні Норволка, коли йому виповнилося 75 років. Похований у родинному склепі на православному цвинтарі Святих Петра і Павла у Гіллсборо, штат Нью-Джерсі.

## Творчість
У 1936 році написав низку англійських текстів до композиції українського композитора Миколи Леонтовича «Щедрик», остання версія відома як Carol of the Bells, що стала однією з найпопулярніших різдвяних пісень у світі.
Його емоційно заряджене аранжування твору «Бойовий гімн Республіки», зроблене в 1944 році, найчастіше вибирають військові оркестри Сполучених Штатів. Запис цього твору Хором мормонської скинії отримав «Греммі» в 1959 році за кращу виставу з оркестром або хором.